# María Sol Ordás
María Sol Ordás (General Pacheco, 24 de septiembre de 2000) es una remera argentina.

## Trayectoria
Obtuvo la medalla de oro en single skull en los Juegos Olímpicos de la Juventud de Buenos Aires 2018, convirtiéndose así en la tercera campeona olímpica juvenil en la historia de Argentina, tras Braian Toledo, que lo consiguió en Singapur 2010 y Francisco Saubidet Birkner en Nankín 2014. Además obtuvo la medalla de oro en los Juegos Suramericanos de la Juventud de 2017 y la medalla de plata en el Campeonato Mundial Juvenil de Remo de 2018.
Fue campeona argentina en 2016 en doble par menor junto a Nazarena Pisani.

## Vida personal
Nació en General Pacheco, es hija de dos competidores olímpicos también de remo. Su padre Damián participó de los Juegos Olímpicos de Sídney 2000 y su madre, Dolores Amaya, compitió en los Juegos Olímpicos de Atlanta 1996 y no pudo hacerlo en los Juegos Olímpicos siguientes en 2000 porque estaba embarazada de María Sol. Madre e hija pudieron competir juntas en 2017, ganando la prueba que tuvo lugar en el Club Náutico de Villa Constitución.

## Reconocimientos
- Nominada al Olimpia de Plata en Remo de 2017.[8]